# Rosarium Uetersen (Rose)
Rosarium Uetersen ist eine moderne Kletterrose aus dem Hause W. Kordes’ Söhne, zu Ehren des Rosariums Uetersen in Uetersen, dem ältesten und größten Rosarium in Norddeutschland. Die Firma Kordes züchtete sie aus der Sorte 'Karlsruhe' und 'Seedling'.
Sie ist eine überreich blühende Kletterrose, mit einem aufrechten und dickbuschigen Wuchs. Unter guten Bedingungen kann sie eine Höhe von zwei bis drei Metern erreichen.
Die Blütenfarbe reicht von Hell- bis Dunkelrosa, die sich später in schimmernd silbrig verändert. Die bis zu 11 cm großen, kaum duftenden, rosettenförmigen Blüten sind gut gefüllt. Die Laubblätter der Rose sind überwiegend mittel bis dunkelgrün und glänzend. Ihre Blühzeit reicht von Juni bis zum ersten Frost.
'Rosarium Uetersen' ist besonders frosthart bis −31 °C (USDA-Zone 4). Sie gilt als besonders wetterfest. Die Kletterrose ist auch für Rankgerüste, Fassaden und Rosenbögen geeignet. Sie kann auf Grund ihres breitbuschigen Wuchses auch als Strauchrose verwendet werden.